# Clevosauridae
Clevosauridae – klad sfenodontów z rodziny hatteriowatych (Sphenodontidae). Zgodnie z definicją filogenetyczną przedstawioną w 2006 roku przez José Bonapartego i Hansa-Dietera Suesa obejmuje ostatniego wspólnego przodka rodzajów Clevosaurus, Brachyrhinodon i Polysphenodon oraz wszystkich jego potomków. Mimo iż takson został formalnie nazwany w 2006 roku, nazwa Clevosauridae została użyta na określenie tej grupy już przez Frasera w 1993 roku, a nazwa „clevosaurs” – m.in. przez Wu w 1994. Takson ustanowiono jako osobną rodzinę sfenodontów, jednak analizy filogenetyczne sugerują, że klad ten znajduje się w obrębie Sphenodontidae. Obecnie nie jest znany żaden przedstawiciel Clevosauridae oprócz Clevosaurus, Brachyrhinodon i Polysphenodon – spośród nich Polysphenodon jest taksonem siostrzanym dla kladu tworzonego przez pozostałe dwa rodzaje.
Przedstawiciele Clevosauridae cechują się krótkim pyskiem, mającym mniej niż 1/4 długości czaszki, dolnym oknem skroniowym o długości ponad 1/4 długości czaszki oraz małym lub w ogóle niewystępującym wyrostkiem przedszczękowym kości szczękowej. W zapisie kopalnym znani od triasu do dolnej jury.
Kladogram Clevosauridae według Wu (1994) oraz Arantesa i współpracowników (2009)
|  | Polysphenodon                                                  |
|  |                                                                |
|  | \| \| Brachyrhinodon \| \| \| \| \| \| Clevosaurus \| \| \| \| |
|  |                                                                |
|  | Brachyrhinodon                                                 |
|  |                                                                |
|  | Clevosaurus                                                    |
|  |                                                                |

|  | Brachyrhinodon |
|  |                |
|  | Clevosaurus    |
|  |                |